# آخر بازی (فیلم ۱۹۹۹)
آخر بازی (انگلیسی: Endgame) فیلمی کوتاه دربارهٔ یک بازی شطرنج میان یک مرد و زن است. عنوان فیلم اشاره‌ای به مرحلهٔ آخر بازی در شطرنج است.